# Narian-Mar
Narian-Mar o Niariana Mar (en nenets: Няръянa марˮ que vol dir «ciutat vermella»; rus: Нарьян-Мар) és una ciutat nenets a Rússia i centre administratiu del districte autònom de Nenètsia, un dels subjectes federals de Rússia (per bé que per alguns aspectes se'l considera dins de l'óblast d'Arkhànguelsk). És un port fluvial i marítim, al marge dret del riu Petxora. És a 110 km del Mar de Barents.
Narian-Mar és al nord del Cercle Àrtic, al sud d'Andeg i a l'est d'Oksino. El cens rus (2002) va donar una població de 18.611; el 1973 la població era de 17.000. Té un aeroport propi.
Narian-Mar fou fundada el 1935 per a la construcció de plantes industrials.
Antigament es dedicava al comerç de fusta, però això ha decaigut.
Les principals atraccions turístiques són el memorial de la Segona Guerra Mundial, una església ortodoxa i una oficina de correus.

## Clima
El mes de gener té una temperatura mitjana de -18,2 i el de juliol de +13,1.